# Uferstudios

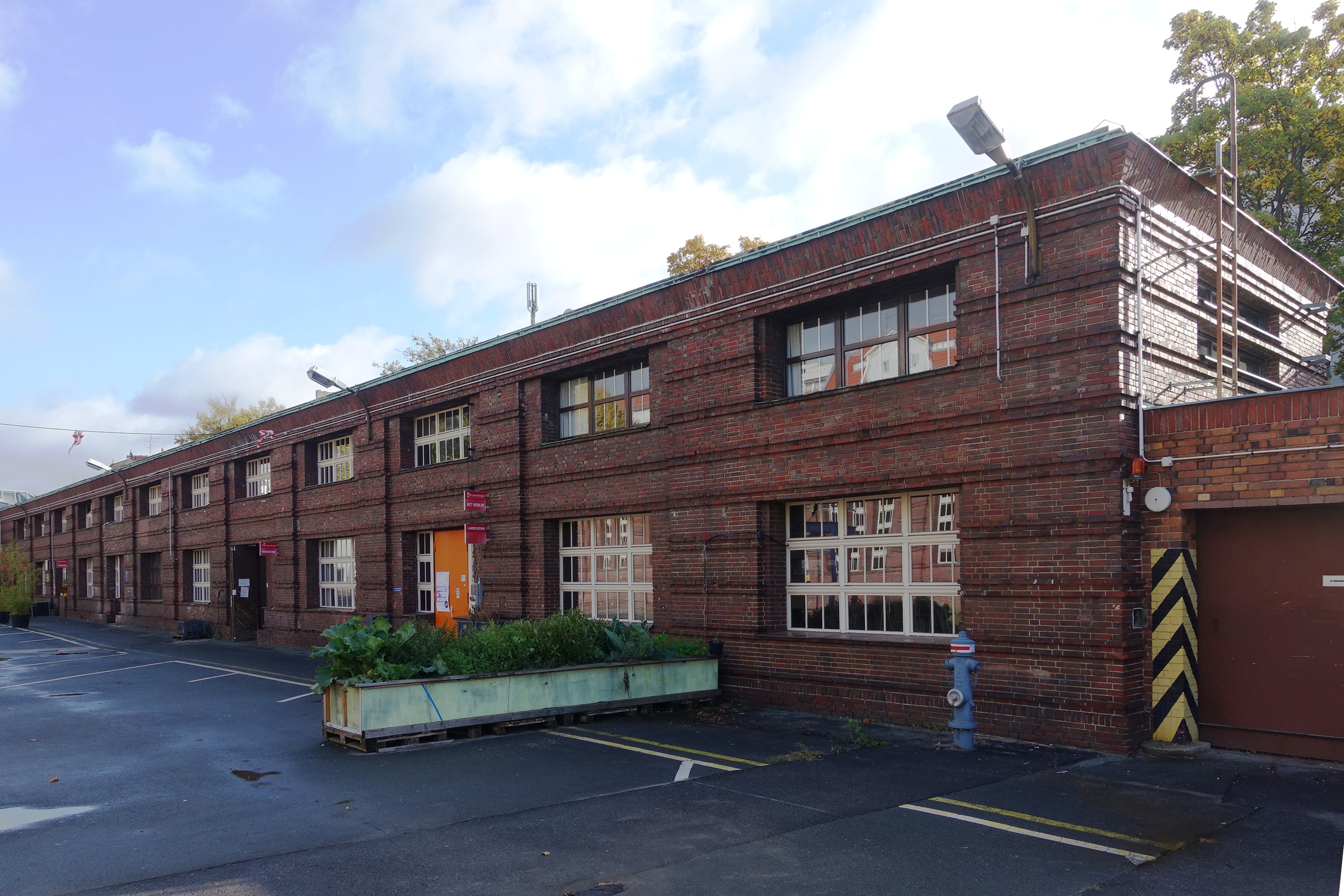
Gebäude der Uferstudios

Die Uferstudios sind ein Kultur- und Veranstaltungsort für zeitgenössischen Tanz in Berlin. Sie befinden sich am Ufer der Panke im Ortsteil Gesundbrunnen und werden auf dem ehemaligen Gelände der Berliner Straßenbahn-AG durch die Uferstudios GmbH betrieben.
Die Eröffnung der Uferstudios erfolgte 2010 durch die eigens dafür gegründete Trägergesellschaft „Uferstudios GmbH“ in einem feierlichen Festakt unter Beteiligung des Regierenden Bürgermeisters Klaus Wowereit. Beteiligt an dem Projekt waren dabei auch die Kulturstiftung des Bundes sowie die Lottostiftung, die 4,3 Millionen Euro für den Umbau bereitstellte.
In den Räumen der Uferstudios stehen 17 Studios und Künstlerateliers internationalen Choreografen, Tänzern und anderen darstellenden Künstlern sowohl für Produktion und Ausbildung als auch für öffentliche Aufführungen zur Verfügung. Neben der Tanzfabrik in zwei Studios, der Informationsbasis des Tanzbüro Berlin, dem ada-Studio und dem Hochschulübergreifenden Zentrum Tanz Berlin (HZT) befinden sich in den Räumen auch eine Mediathek sowie Seminar- und Büroräume. Darüber hinaus finden in den Uferstudios verschiedene Programmreihen sowie die seit 2000 von der Tanzfabrik Berlin veranstaltete Biennale Tanznacht Berlin mit wechselnden Kuratoren statt.
Das denkmalgeschützte Klinkersteingebäude wurde von 1926 bis 1931 im Stil der Neuen Sachlichkeit mit expressiven Motiven nach Plänen des Architekten Jean Krämer errichtet. Zwischen 1873 und 2007 wurde das Gelände durch die Berliner Verkehrsbetriebe und ihre Vorgängerunternehmen als Betriebshof für die Pferdeeisenbahn und die Straßenbahn genutzt.